# William L. McLaughlin
William L. McLaughlin (* 30. März 1928 in Stony Point, Tennessee; † 26. Oktober 2005 in Lexington, Virginia) war ein US-amerikanischer Physiker.
William McLaughlin studierte am Hampden-Sidney College in Virginia und dann an der George Washington University (Abschluss in Physik 1963). Von 1950 bis 1951 kam er als Rotary International Fellow an die Universität Tübingen; von 1954 bis 1956 war er mit dem US Army Signal Corps auf den Inseln Eniwetok und Bikini, um Strahlung an den Orten von Atombomben-Tests zu messen. Von 1973 bis 1991 war er Berater am Accelerator and Environmental Science Department des Risø DTU, Dänemark; schließlich war er Mitarbeiter der Dosimetry Section der International Atomic Energy Agency (IAEA), Wien.
Er war ein international anerkannter Fachmann auf dem Gebiet der Dosimetrie ionisierender Strahlung. Einige der Systeme, die auf chemischen Veränderungen beruhen, wurden von ihm und seinen Mitarbeitern entwickelt; zahlreiche von ihnen sind heute als kommerzielle Produkte weltweit etabliert. Er war in zahlreichen wissenschaftlichen Missionen in aller Welt unterwegs und trug zur Ausbildung zahlloser junger Wissenschaftler wesentlich bei. Er war Herausgeber der Zeitschrift Applied Radiation and Isotopes (früher unter dem Titel International Journal of Radiation Applications and Instrumentation. Part A, Applied Radiation and Isotopes).
Den wesentlichen Teil seiner Arbeiten erbrachte er am National Bureau of Standards (NBS), das später umbenannt wurde in National Institute of Standards and Technology (NIST) in Gaithersburg, ML, USA.
Insbesondere war er einer der drei 'Anstifter' für ein Handbuch der IAEA Dosimetry for Food Irradiation (1977), in dem die technischen Aspekte der industriellen Bestrahlung von Lebensmitteln, insbesondere die Messung der Dosis und ihrer Verteilung, behandelt wurden. (2. Auflage unter geändertem Titel 2002)
Seine Freunde schätzen auch seine musikalischen Interessen: Er war eine Autorität in Bluegrass-Musik und der Musik der Appalachen; er war ein guter Gitarrenspieler und schrieb auch Country-Songs; oft trat er gemeinsam mit seinen beiden Söhnen auf, die Berufsmusiker waren. Nach der wissenschaftlichen Arbeit pflegte er seine Kollegen mit seiner Musik zu unterhalten.

## Publikationen
- K.H. Chadwick, D.A.E. Ehlermann and W.L. McLaughlin: Manual of Food Irradiation Dosimetry. Hrsg.: IAEA (= Technical Reports Series No.178). Wien 1977 (englisch).
- IAEA (Hrsg.): Dosimetry for Food Irradiation (= Technical Reports Series No.409). Wien 2002, ISBN 92-0-115502-6 (englisch, iaea.org [PDF]).